# Майский ярус
| Кембрийский период в ОСШ (Россия) Деление по состоянию на март 2024 года |         |              |                       |
| система                                                                  | отдел   | ярус / век   | Ниж. граница, млн лет |
| Ордовик                                                                  | Нижний  | Тремадокский | 485,4±1,9             |
| Кембрий                                                                  | Верхний | Батырбайский | ?                     |
| Кембрий                                                                  | Верхний | Аксайский    | ?                     |
| Кембрий                                                                  | Верхний | Сакский      | ~497                  |
| Кембрий                                                                  | Средний | Аюсокканский | 500                   |
| Кембрий                                                                  | Средний | Майский      | ~504,5                |
| Кембрий                                                                  | Средний | Амгинский    | 509                   |
| Кембрий                                                                  | Нижний  | Тойонский    | ?                     |
| Кембрий                                                                  | Нижний  | Ботомский    | ?                     |
| Кембрий                                                                  | Нижний  | Атдабанский  | ?                     |
| Кембрий                                                                  | Нижний  | Томмотский   | 535±1                 |
| Венд                                                                     | Верхний | Верхний      | больше                |

Майский ярус (англ. Mayan Stage) — верхний ярус среднего отдела кембрийской системы в Общей стратиграфической шкале России. Включает породы, образовавшиеся в майский век кембрийского периода, 504,5—500 миллионов лет назад (всего 4,5 миллиона лет). Расположен над амгинским ярусом и под аюсокканским ярусом среднего кембрия. Соответствует основному объёму друмского яруса в Международной стратиграфической шкале.

## История и наименование
Название предложил советский геолог Ф. Г. Гурари (1955). Палеонтологическое обоснование яруса дала Н. Е. Чернышева. Ярус получил название от название реки Мая, притока Алдана.

## Жизнь в майском веке
Майский век характеризовался лагунными условиями, в которых образовывались переслаивающиеся аргиллиты и известняки. В этих отложениях встречаются многочисленные окаменелости трилобитов. Ярус выделяется по смене видов трилобитов семейств Paradoxididae, Dorypygidae, Agnostidae, Corynexochidae и появлению представителей семейств Anomacaloridae, Liostrocidae, Arcrocephalitidae и т. д. Отложения майского яруса известны из Сибирской платформы, в Казахстане, Алтае.